# まいっちんぐマチコ先生

『まいっちんぐマチコ先生』（まいっちんぐマチコせんせい）は、えびはら武司による日本の漫画作品、およびそれを原作としたテレビアニメ。
私立あらま学園の女性教師、麻衣マチコとその生徒達が繰り広げるギャグ漫画。1980年代前半にテレビアニメを中心に人気を博し、「まいっちんぐ!」というセリフが当時ブームとなっていた。1990年代後半からかつてのファンを中心にリバイバルブームとなり、単行本の再版のみならず新作も発表され、さらにはCDドラマ、実写化もされた。

## 漫画 まいっちんぐマチコ先生シリーズ
まいっちんぐマチコ先生
1980年から学習研究社の少年漫画誌『少年チャレンジ』で連載。単行本は累計で280万部以上を売り上げている。1982年2月に『少年チャレンジ』が休刊してからは、学習研究社の他誌、『アニメディア』『中2コース』などに掲載された。だが、『中2コース』は学年誌、『アニメディア』は2Pだったので、作者も持ち味を出せず連載終了を決め、『アニメディア』の「ほんとに最終回」を最後に終了した。平成に入ってからリバイバルブームに乗り、1997年から『コミックGON!』（ミリオン出版）より取材を受け、『マチコ先生』の新作の依頼を受けた。作者はもう描くつもりはなかったが、悩んだ末に新作読み切りを描くことを決意。以降、『みこすり半劇場』（ぶんか社）、『コミック伝説マガジン』（実業之日本社）、4コマ漫画版を『B.L.T.』（東京ニュース通信社、1999年2月号から2003年10月号まで）、『特冊新撰組』（竹書房）、『特冊快援隊』（竹書房）と掲載誌を変えながら、またそれ以外の雑誌にも単発で掲載され、現在に至っている。
平成版・まいっちんぐマチコ先生

新・まいっちんぐマチコ先生

新世紀版・まいっちんぐマチコ先生
パチンコ店での景品専用に作られた雑誌『コミックブレイク』に連載。それまでの作品は一応続編の扱いだったが、本作では学校の名前も「あらまた学園」とし新たにスタートをきっている。
なお、えびはら自身による派生作品として『ボコメン先生』という作品が存在する。
単行本は学研のチャレンジコミックスシリーズ全8巻が刊行された後、コンビニ向けコミックスなどに再録され、現在はコミックパークのオンデマンド出版で常時手に入る。また上記の後期作品も青林堂から「ピンクボックス」「ブラックボックス」「ホワイトボックス」として刊行されている。「プラチナボックス」の刊行も予告されたが公式サイトの記述によると出版不況による影響で未定となっている。
科学と学習シリーズ
同じ学習研究社版の小学生向け雑誌科学と学習シリーズの『5年の学習』、『6年の学習』の説明役として、マチコ先生やその他のキャラクターが連載されていた。同じ作者が執筆しているセルフパロディだった。
内容も教材を真面目に解説したものが多く、トレードマークの「まいっちんぐポーズ」すらほとんど登場せず学習雑誌という関係上お色気シーンもカットされている、原作では天然ボケ気味だったマチコ先生が比較的博識に設定され、生徒をよく叱っていたり、カメやテンコが温和な優等生に変更されていたりと、性格・行動もかなり大きく変更されている。ただしガキ大将的なケン太も含め教室の雰囲気も良く、全員真面目に授業を受けており、学級内の人間関係の良さは原作を踏襲した設定である。

## 登場人物
麻衣 マチコ
本作の主人公。私立あらま学園に赴任した、グラマラスな女性教師。年齢は23歳。担当教科は理科。京都府出身。連載初期は、ケン太などの生徒から受けるセクハラ行為に怒っていたが、後に自身の代名詞となる「まいっちんぐ!」の台詞だけで慣れた様子。アニメでは、通常は理科担当だが、社会科の授業も行った。好物はカレーうどん。タラコが嫌い。猫が苦手。B/W/H：84/54/84（少年チャレンジ連載時）→ 94/54/90（「平成版」を基とした公式設定）。
池上 ケン太
中学2年生。悪戯とマチコが大好き。最初はマチコだけに対してセクハラ行為をしていたが、次第にクラスメイトの女子生徒などにもするようになる。勉強は苦手だがスポーツ万能で、男気があり人間的な人気は結構あったりする。新世紀版では陰毛が発毛したという描写や中学3年生に進級したなどという描写がある。
亀山 タマ夫
通称：カメ。渦巻きメガネがトレードマーク。ケン太とは幼馴染であり、ケン太を「おやびん」と呼んでいる。たまに暴走することがあるが、普段は冷静で内気な性格。アニメでは語尾に「〜ッス」が付く。
網走 金三
体型はまる子と同じ肥満体型である。原作ではケン太とカメと敵対する番長グループのボスであったが、アニメでは一人称は「僕ちゃん」の気の弱いキャラ。アニメでは語尾に「〜だもん」が付く。プロレスが好き。アニメではケン太、亀、金三のトリオで行動することが多いが、原作ではあまり出てこない。
山形 国男
あらま学園一の地味でダサい顔で短足のブオトコの変態教師。年齢は28歳。エッチな妄想癖があり、「あかぱらち〜」が口癖。マチコにストーカー行為をし、休日には彼女をデートに誘おうとするが、いつもいい所でケン太達に邪魔される。愛車はポンコツ。驚くと顔が「エッ」の文字になる。原作では（一応）まともなキャラであったが次第に変態化したキャラであり、アニメでは、第1話からすでに変態だった。アニメ版では社会科担当。実はでべそで、カナヅチ。マチコへの恋心からか早とちりが多く、アニメ版では、彼女が「料理学校をやめる」と校長に相談しているのを「あらま学園の教師を辞める」と勘違いし、自らも一緒に辞職しようとしていた。
福岡先生
あらま学園の美術教師。紳士的だが、キザな人物。山形先生と同様にマチコに好意を抱いており、「究極の美」と理由をつけマチコの裸を見ようとしている。山形先生とマチコを巡り対立している。アニメでは52話にて地元・福岡で芸術を一から学ぶといいあらま学園から去っていった。
松本 ヒロシ
ケン太のクラスの生徒。秀才でかなり頭が良く、将来は東京大学に行くつもり。当初は勉強ばかりして周りとは疎遠な無愛想なキャラだったが、だんだんとクラスに馴染んでいった。ヒロミとよい関係であるがマチコを好きになっていたりもする。後半はわけの分からない機械を発明したりなど変人としての描写が多くなる。
成城 ヒロミ
ケン太の同級生。好奇心旺盛、すぐ脱ぎたがる癖があり黒髪のおかっぱがトレードマーク。最近の作品では出番が減っている。ヒロシとよい関係である。
横浜 テンコ
ヒロミの親友。Aカップの貧乳で、気が強い女の子。茶髪系のショートヘア。ケン太に「ぺちゃぱい」と揶揄されることもしばしば。
まる子
肥満体型の女子。家は魚屋。ケン太が好き。力が強く、プロレスも強い。外見も相絡まり一見乱暴そうに見えるが、心は非常に優しい。
長崎 まどか
ケン太達のクラスの女子。ほとんどの男子を魅了するほどの美人生徒。金三曰く「クラスのマドンナ」。
コケダルマ
何事も穏やかで一見いい加減そうに見える、あらま学園の校長。小柄。マチコの入浴シーンを覗いたり、生徒たちと一緒にセクハラ行為をすることも見られるが、教育者としてはしっかりとした考え方を持つ人格者。
愛知 タマ子
あらま学園の教頭。年齢は53歳。見た目は老婆。学園内では唯一の常識人であり、教育に熱心であるが、メンタルは弱く、ケン太達が騒動を起こすといつも、「日本の教育は終わった」と絶望したり、めまいを起こして失神する。実は入れ歯。

## テレビアニメ
1981年10月8日から1983年10月6日まで毎週木曜日の19時30分から20時までの時間帯（改編期や年末年始はスペシャルなどで変則あり）にテレビ東京ほかで放送された。全95話。1983年7月28日から10月6日までは再放送。
オープニングも含めて毎回乳房の露出があるという性質上PTAなどからの苦情が多く、1982年には京都で「マチコ先生に抗議する会」が結成されるほどだった。えびはらは後に「友情の大切さを描いたつもりだったが、PTAに理解してもらうことは難しかった」と語っている。
マチコ先生に抗議する会結成と同時期に、近畿地方の放送局が広域放送局の読売テレビからテレビ大阪（大阪府域局）と奈良テレビ（奈良県域局）に放映権が移行したため、滋賀・京都・和歌山・兵庫の4府県では事実上放送が打ち切られた。
このような中、同作に対する抗議行動として学研が発行していた全ての学習誌不買運動に発展、これを受け学研は『チャレンジ』での連載打ち切りを決断した。この打ち切りに伴い当初は講談社への移籍が検討されていたが、学研側からの慰留により見送られ『アニメディア』、『中2コース』での連載が開始している。

### 声の出演
- 麻衣 マチコ（声 - 吉田理保子）
- ケン太（声 - 野沢雅子）[注釈 2]
- カメ（声 - つかせのりこ）
- 金三（声 - 龍田直樹）
- 山形先生（声 - 千葉繁）
- 校長（声 - 大竹宏）
- 愛知教頭（声 - 松金よね子）
- 福岡先生（- 第52話）、鹿児島先生（第56話 -）（声 - 塩沢兼人）
- 青森先生（声 - 辻村真人）
- まどか（声 - 滝沢久美子）
- テンコ（声 - 高木早苗）
- ヒロミ（声 - 安達忍、重田千穂子）

重田は安達の産休による代役
- まる子（声 - 鈴木三枝）
- ヒロシ（声 - 鈴木富子）
- マチコの叔父（声 - 池田勝→村松康雄）
- マチコの叔母（声 - 麻生美代子）

### スタッフ
- 原作：えびはら武司
- 企画：三科辰治（学習研究社）
- 音楽：乾裕樹
- チーフディレクター：案納正美
- キャラクターデザイン：上梨一也
- 美術監督：中村光毅
- 撮影監督：杉村重郎
- 録音監督：斯波重治
- 製作担当：平井寛、川野勉
- プロデューサー：江津兵太（テレビ東京）、神保まつえ（学習研究社）、森島恒行（学習研究社）
- 美術設定：岡田和夫、青木龍夫、勝井和子、横瀬直士
- 作監補・コスチュームデザイン：大野恵子
- 色指定：石黒ちえこ、三橋曜子、羽場いづき、小泉純子、井口則子、西牧たみ子、横川いづみ、山崎澄雄、堀江敬子、対馬直子
- オープニング・エンディングアニメーション：江村豊秋
- タイトルデザイン：杉澤英樹
- 撮影：スタジオぎゃろっぷ、三晃プロダクション、イマジネーション、ティ・ニシムラ
- 編集：戸田れい子→小松みどり→川瀬みどり→宮内季美子、河野淳子、坂本雅紀
- 進行：新井正彦、林喜宏、平良安彦、細川修一、長谷川孝志、萩野賢、木川田清一、吉田秀次郎、吉田哲、石井彰、平出雅幸、石田照雄、上盛健二、北島岳夫、須永司、加藤勝、本間道幸、網野哲郎
- 録音：新坂スタジオ
- 調整：桑原邦男
- 効果：依田安文
- 現像：東京現像所
- 制作担当：伏川政明、新井正彦、木村房代
- 設定進行：木村房代
- アシスタントマネージャー：伊藤和典、木村房代
- アニメーション制作：スタジオぴえろ
- プロダクションマネージャー：松本堯一 → 光森裕子
- 製作：テレビ東京、学習研究社※

※「学習研究社」は、EDに於いては略称の「学研」でクレジットされていた。

### 主題歌
オープニングテーマ - 「私はマチコ」
歌 - 今田裕子 / 作詞・作曲 - 佐々木勉 / 編曲 - 乾裕樹
エンディングテーマ - 「ぼくらは小さな悪魔」
歌 - 大和田りつこ / 作詞・作曲 - 佐々木勉 / 編曲 - 乾裕樹
ビクターレコードからリリースされていた。

### 各話リスト
「放送日」は、テレビ東京での放送日。
| 話数 | 放送日         | サブタイトル                 | 脚本       | 絵コンテ          | 演出                | 作画監督 |
| ---- | -------------- | ---------------------------- | ---------- | ----------------- | ------------------- | -------- |
| 1    | 1981年 10月8日 | いたずらまいっちんぐ         | 田口成光   | 案納正美          | 案納正美            | 上梨一也 |
| 2    | 10月15日       | ケン太のスケボー作戦         | 田口成光   | 高橋資祐          | 田代文夫            | 上梨一也 |
| 3    | 10月22日       | アイドルにアタック           | 塩田千種   | 長谷川康雄        | 長谷川康雄          | 上梨一也 |
| 4    | 10月29日       | 激突チャリンコ軍団           | 寺田憲史   | 長谷川康雄        | 長谷川康雄          | 上梨一也 |
| 5    | 11月5日        | ボクも先生にタッチ           | 寺田憲史   | 案納正美          | 田代文夫            | 上梨一也 |
| 6    | 11月12日       | お手あげベビーギャング       | 田口成光   | 西牧秀夫          | 立場良              | 上梨一也 |
| 7    | 11月19日       | ギンギン学園祭               | 寺田憲史   | 遠藤克己          | 田代文夫            | 上梨一也 |
| 8    | 11月26日       | 隠しカメラで大勝利           | 寺田憲史   | 案納正美          | 案納正美            | 上梨一也 |
| 9    | 12月3日        | タッチ魔をやっつけろ         | 塩田千種   | 遠藤克己          | 田代文夫            | 上梨一也 |
| 10   | 12月10日       | ズッコケ催眠術               | 田口成光   | 西牧秀夫          | 長谷川康雄          | 上梨一也 |
| 11   | 12月17日       | 新兵器ブーブー・パンティ     | 寺田憲史   | 案納正美          | 田代文夫            | 上梨一也 |
| 12   | 12月24日       | サンタのビックリ・プレゼント | 寺田憲史   | 長谷川康雄        | 長谷川康雄          | 上梨一也 |
| 13   | 1982年 1月2日  | 恋のタイムマシン             | 田口成光   | 長谷川康雄        | 森日高              | 上梨一也 |
| 14   | 1月7日         | すべってコロンデ大捕り物     | 寺田憲史   | 田代文夫          | 田代文夫            | 上梨一也 |
| 15   | 1月14日        | ボインガードを突破せよ       | 塩田千種   | 泰泉寺博          | 泰泉寺博            | 上梨一也 |
| 16   | 1月21日        | かぐや姫にプロポーズ         | 寺田憲史   | 長谷川康雄        | 森日高              | 上梨一也 |
| 17   | 1月28日        | 二人のマチコ先生             | 田口成光   | 案納正美          | 案納正美            | 上梨一也 |
| 18   | 2月4日         | バレンタインの決闘           | 田口成光   | 野村和史          | 日下部光雄          | 上梨一也 |
| 19   | 2月11日        | 決戦マチコ組対ケン太組       | 田口成光   | 案納正美          | 田代文夫            | 上梨一也 |
| 20   | 2月18日        | サーカスがやってきた         | 寺田憲史   | 森日高            | 野村和史            | 上梨一也 |
| 21   | 2月25日        | マイコン・バースディ         | 寺田憲史   | 泰泉寺博          | 泰泉寺博            | 上梨一也 |
| 22   | 3月4日         | 宇宙からのおくりもの         | 寺田憲史   | 四辻たかお        | 野村和史            | 上梨一也 |
| 23   | 3月11日        | 青い目のライバル             | 田口成光   | 案納正美          | 長谷川康雄          | 上梨一也 |
| 24   | 3月18日        | ヒップでスイング1, 2, 3      | 寺田憲史   | 森日高            | 野村和史            | 上梨一也 |
| 25   | 3月25日        | ねらわれた春休み             | 田口成光   | 八尋旭            | 田代文夫            | 上梨一也 |
| 26   | 4月1日         | 怪獣ナッシーを探せ           | 寺田憲史   | 八尋旭            | 長谷川康雄          | 上梨一也 |
| 27   | 4月8日         | 愛のワンタッチラーメン       | 寺田憲史   | 泰泉寺博          | 泰泉寺博            | 上梨一也 |
| 28   | 4月15日        | 思いちがいで2度タッチ        | 加奈井華子 | 八尋旭            | 田代文夫 野村和史   | 上梨一也 |
| 29   | 4月22日        | カラスの勝手でショー         | 塩田千種   | 泰泉寺博          | 泰泉寺博            | 上梨一也 |
| 30   | 4月29日        | ボインが切り札シーソー合戦   | 星川泰子   | 森日高            | 田代文夫            | 上梨一也 |
| 31   | 5月6日         | SOS青い珊瑚礁                | 田口成光   | 藤みねお          | 泰泉寺博            | 宍倉敏   |
| 32   | 5月13日        | ボインにギブアップ           | 寺田憲史   | 八尋旭            | 田代文夫            | 宍倉敏   |
| 33   | 5月20日        | ケン太の突撃レポーター       | 寺田憲史   | 望月敬一郎        | 望月敬一郎          | 宍倉敏   |
| 34   | 5月27日        | 挑戦・美人コンテスト         | 田口成光   | 遠端譲            | 田代文夫            | 宍倉敏   |
| 35   | 6月3日         | 先生のヒップは100馬力        | 星仲陽太   | 八尋旭            | 泰泉寺博            | 宍倉敏   |
| 36   | 6月10日        | マシュマロ白馬天狗           | 寺田憲史   | 望月敬一郎        | 望月敬一郎          | 宍倉敏   |
| 37   | 6月17日        | 青空田植え教室               | 星川泰子   | 森日高            | 田代文夫            | 上梨一也 |
| 38   | 6月24日        | 赤ん坊がくれた平和           | 田口成光   | 泰泉寺博          | 田代文夫            | 上梨一也 |
| 39   | 7月1日         | 7月7日のランデブー           | 寺田憲史   | 八尋旭            | 池上和彦            | 宍倉敏   |
| 40   | 7月8日         | イルカの恩返し               | 寺田憲史   | 田代文夫          | 田代文夫            | 上梨一也 |
| 41   | 7月15日        | いじわる自転車レース         | 寺田憲史   | 望月敬一郎        | 望月敬一郎          | 宍倉敏   |
| 42   | 7月22日        | マドカの星の王子様           | 星川泰子   | 大貫信夫          | 大貫信夫 横山広行   | 大貫信夫 |
| 43   | 7月29日        | とんでも授業参観日           | 田口成光   | 八尋旭            | 田代文夫            | 宍倉敏   |
| 44   | 8月5日         | ドラキュラ博士の実験室       | 寺田憲史   | 池上和彦          | 池上和彦            | 平山則雄 |
| 45   | 8月12日        | ぼくらは少年天才団           | 田口成光   | 森日高            | 望月敬一郎          | 宍倉敏   |
| 46   | 8月19日        | 祭ばやしでハッピーダンス     | 星川泰子   | 大貫信夫          | 池上和彦            | 平山則雄 |
| 47   | 8月26日        | こちらは命の110番            | 寺田憲史   | 遠端譲            | 横山広行            | 平山則雄 |
| 48   | 9月2日         | 大逆転マッチースマッシュ     | 星仲陽太   | 八尋旭            | 田代文夫            | 宍倉敏   |
| 49   | 9月9日         | ばんざい 竹の子族            | 寺田憲史   | 横山広行          | 横山広行            | 平山則雄 |
| 50   | 9月16日        | ケン太の家庭教師             | 田口成光   | 望月敬一郎        | 望月敬一郎 池上和彦 | 宍倉敏   |
| 51   | 9月23日        | 2人3脚まっしぐら             | 星川泰子   | 森日高            | 田代文夫            | 大阪竹志 |
| 52   | 9月30日        | 想い出のヒップライン         | 寺田憲史   | 八尋旭            | 望月敬一郎 横山広行 | 宍倉敏   |
| 53   | 10月7日        | イースター島からの使者       | 寺田憲史   | 八尋旭            | 田代文夫            | 上梨一也 |
| 54   | 10月7日        | 赤毛のペチャパイ             | 寺田憲史   | 池上和彦          | 田代文夫            | 上梨一也 |
| 55   | 10月14日       | 新発見・山形原人             | 寺田憲史   | 望月敬一郎        | 望月敬一郎 横山広行 | 宍倉敏   |
| 56   | 10月21日       | 恋のシャッターチャンス       | 田口成光   | 樋口よしたか      | 田代文夫            | 上梨一也 |
| 57   | 10月28日       | カンフーレディNO.1           | 星川泰子   | 望月敬一郎        | 望月敬一郎 池上和彦 | 宍倉敏   |
| 58   | 11月4日        | 忍者サユリちゃん             | 寺田憲史   | 八尋旭            | 横山広行            | 上梨一也 |
| 59   | 11月11日       | 南の島からラブコール         | 寺田憲史   | 田代文夫          | 池上和彦            | 上梨一也 |
| 60   | 11月18日       | ラブラブハネムーン           | 田口成光   | 望月敬一郎        | 望月敬一郎 田代文夫 | 宍倉敏   |
| 61   | 11月25日       | ケン太のびっくり大予言       | 寺田憲史   | 森日高            | 横山広行            | 平山則雄 |
| 62   | 12月2日        | ボインで脱出・大ピンチ       | 寺田憲史   | 望月敬一郎        | 望月敬一郎 池上和彦 | 宍倉敏   |
| 63   | 12月9日        | 健康ジョギング一直線         | 田口成光   | 樋口よしたか      | 田代文夫            | 上梨一也 |
| 64   | 12月16日       | ヒップで直かっこう           | 田口成光   | 森日高            | 池上和彦            | 上梨一也 |
| 65   | 12月23日       | キスキスXマス・ケーキ        | 寺田憲史   | 望月敬一郎        | 望月敬一郎 池上和彦 | 宍倉敏   |
| 66   | 12月30日       | マチコのライオンならし       | 田口成光   | 八尋旭            | 田代文夫            | 上梨一也 |
| 67   | 1983年 1月6日  | あしなが草の秘密             | 日高麗     | 八尋旭            | 永樹凡人            | 永木龍博 |
| 68   | 1月13日        | モテモテ美容術               | 十品かほる | 八尋旭            | 横山広行            | 平山則雄 |
| 69   | 1月20日        | ボインのふくらし粉           | 寺田憲史   | 樋口よしたか      | 池上和彦            | 上梨一也 |
| 70   | 1月27日        | 伝書バト救助隊               | 星川泰子   | しぎのあきら      | 西町五郎            | 上梨一也 |
| 71   | 2月3日         | 赤オニ青オニ親子オニ         | 佐藤正代   | 田代文夫          | 田代文夫            | アベ正己 |
| 72   | 2月10日        | やったぜマンガ先生           | 田口成光   | 泰泉寺博          | 山崎友正            | 上梨一也 |
| 73   | 2月17日        | 仲良しサイホウ教室           | 寺田憲史   | 横山広行          | 横山広行            | 上梨一也 |
| 74   | 2月24日        | ジロチョーが行く             | 十品かほる | 石田晋一          | 石田晋一            | 上梨一也 |
| 75   | 3月3日         | おひなさまは誰の手に         | 佐藤正代   | しぎのあきら      | 田代文夫            | 平山則雄 |
| 76   | 3月10日        | 強敵ライバル3人組            | 田口成光   | 樋口よしたか      | 池上和彦            | 上梨一也 |
| 77   | 3月17日        | 天狗の守り神                 | 寺田憲史   | しぎのあきら      | 田代文夫            | アベ正己 |
| 78   | 3月24日        | ハクション春のカゼ           | 星川泰子   | 山崎友正          | 山崎友正            | 上梨一也 |
| 79   | 4月1日         | とんでもケン太の誕生日       | 佐藤正代   | 八尋旭            | 横山広行            | 平山則雄 |
| 80   | 4月7日         | ボインでパトロール           | 田口成光   | 田代文夫          | 八尋旭              | 大阪竹志 |
| 81   | 4月14日        | 教頭先生の大決断             | 星川泰子   | 石田晋一          | 池上和彦            | 上梨一也 |
| 82   | 4月21日        | 不思議なスーパードレス       | 佐藤正代   | 横山広行          | 横山広行            | アベ正己 |
| 83   | 4月28日        | マジック人形劇               | 寺田憲史   | しぎのあきら      | 田代文夫            | 大阪竹志 |
| 84   | 5月5日         | 5月5日の特攻作戦             | 星川泰子   | 八尋旭            | 長尾粛              | 上梨一也 |
| 85   | 5月12日        | スカート禁止命令             | 寺田憲史   | 樋口よしたか      | 池上和彦            | 上梨一也 |
| 86   | 5月19日        | 超能力のプレゼント           | 田口成光   | 八尋旭 佐々木勝利 | 田代文夫            | 大阪竹志 |
| 87   | 5月26日        | 愛のトンチンかんちがい       | 田口成光   | 石田晋一          | 長尾粛              | アベ正己 |
| 88   | 6月2日         | ワンダーランド大追跡         | 佐藤正代   | 横山広行          | 横山広行            | 上梨一也 |
| 89   | 6月9日         | タッチでアローハ             | 寺田憲史   | 八尋旭            | 田代文夫            | 大阪竹志 |
| 90   | 6月16日        | へとへと人力大飛行           | 星川泰子   | 八尋旭            | 池上和彦            | 上梨一也 |
| 91   | 6月23日        | 里帰り困っちんぐ             | 寺田憲史   | 横山広行          | 横山広行            | 上梨一也 |
| 92   | 6月30日        | パリ発 いとしのマチコ        | 寺田憲史   | 石田晋一          | 田代文夫            | 大阪竹志 |
| 93   | 7月7日         | ラジコン大飛行               | 田口成光   | しぎのあきら      | 横山広行            | アベ正己 |
| 94   | 7月14日        | 羽衣をなくした天女           | 田口成光   | 池上和彦          | 池上和彦            | 上梨一也 |
| 95   | 7月21日        | 愛のソフトタッチ             | 田口成光   | 八尋旭            | 田代文夫            | 大阪竹志 |

### 拡大版・再放送
春秋の改編期や正月には、新作と再放送を合わせた拡大版を放送する事があり、また1982年7月に木曜19:00の『まんが 水戸黄門』が終了後、つなぎ番組として1時間拡大版を放送する事があった。
| タイトル                                            | 放送日        | 放送時間（JST）   | 新作          | 再放送        | 備考          |
| --------------------------------------------------- | ------------- | ----------------- | ------------- | ------------- | ------------- |
| 新春まいっちんぐマチコ先生スペシャル                | 1982年 1月2日 | 土曜9:00 - 9:54   | 第13話        | （なし）      | [ 注釈 4 ]    |
| 春休みアニメまつり まいっちんぐマチコ先生スペシャル | 4月1日        | 木曜19:30 - 20:54 | 第26話        | 第5話 第9話   |               |
| 夏休みまいっちんぐマチコ先生大会                    | 7月22日       | 木曜19:00 - 20:00 | 第42話        | 第4話         |               |
| 夏休みまいっちんぐマチコ先生大会                    | 7月29日       | 木曜19:00 - 20:00 | 第43話        | 第6話         |               |
| 夏休みまいっちんぐマチコ先生大会                    | 8月5日        | 木曜19:00 - 20:00 | 第44話        | 第7話         |               |
| 夏休みまいっちんぐマチコ先生大会                    | 8月12日       | 木曜19:00 - 20:00 | 第45話        | 第8話         |               |
| 夏休みまいっちんぐマチコ先生大会                    | 8月19日       | 木曜19:00 - 20:00 | 第46話        | 第10話        |               |
| 夏休みまいっちんぐマチコ先生大会                    | 8月26日       | 木曜19:00 - 20:00 | 第47話        | 第11話        |               |
| まいっちんぐマチコ先生祭り                          | 9月30日       | 木曜19:00 - 20:00 | 第52話        | 第20話        |               |
| まいっちんぐマチコ先生祭り                          | 10月7日       | 木曜19:30 - 20:54 | 第53話 第54話 | 第21話        | 唯一の新作2話 |
| 春休みアニメまつり まいっちんぐマチコ先生大会       | 1983年 4月1日 | 金曜19:30 - 20:54 | 第79話        | 第17話 第19話 | [ 注釈 5 ]    |

また1983年7月21日に新作が終了後、次の通りに再放送を行った。
| タイトル                              | 放送日         | 放送時間          | 再放送話      |
| ------------------------------------- | -------------- | ----------------- | ------------- |
| （通常）                              | 1983年 7月28日 | 木曜19:30 - 20:00 | 第26話        |
| （通常）                              | 8月4日         | 木曜19:30 - 20:00 | 第27話        |
| （通常）                              | 8月11日        | 木曜19:30 - 20:00 | 第28話        |
| （通常）                              | 8月18日        | 木曜19:30 - 20:00 | 第29話        |
| （通常）                              | 8月25日        | 木曜19:30 - 20:00 | 第30話        |
| （9月1日は休止）                      |                |                   |               |
| （通常）                              | 9月8日         | 木曜19:00 - 19:30 | 第31話        |
| まいっちんぐマチコ先生 アンコール大会 | 9月15日        | 木曜19:00 - 19:54 | 第33話 第36話 |
| まいっちんぐマチコ先生 アンコール大会 | 9月22日        | 木曜19:00 - 19:54 | 第34話 第38話 |
| まいっちんぐマチコ先生 アンコール大会 | 9月29日        | 木曜19:00 - 19:54 | 第35話 第40話 |
| まいっちんぐマチコ先生 アンコール大会 | 10月6日        | 木曜19:00 - 19:54 | 第41話 第42話 |

### 放送局
系列は放送当時のもの。放送日時は個別に出典が提示されているものを除き1983年9月中旬 - 10月上旬のものとする。
| 放送地域       | 放送局         | 放送系列                      | 放送時間 | 備考                                                                         |
| -------------- | -------------- | ----------------------------- | --- | ---------------------------------------------------------------------------- |
| 関東広域圏     | テレビ東京     | テレビ東京系列                | 木曜 19:30 - 20:00 | 製作局                                                                       |
| 北海道         | 北海道テレビ   | テレビ朝日系列                | 土曜 6:30 - 7:00 | 放送期間：1981年11月14日 - 1983年8月13日                                     |
| 青森県         | 青森放送       | 日本テレビ系列 テレビ朝日系列 | 水曜 16:45 - 17:15 |                                                                              |
| 岩手県         | テレビ岩手     | 日本テレビ系列                | 日曜 9:00 - 9:30 |                                                                              |
| 山形県         | 山形テレビ     | フジテレビ系列                | 木曜 17:30 - 18:00 |                                                                              |
| 宮城県         | 仙台放送       | フジテレビ系列                | 水曜 16:30 - 17:00（1983年4月6日まで） 土曜 18:00 - 18:30（1983年4月9日から）                                         |                                                                              |
| 福島県         | 福島テレビ     | フジテレビ系列 TBS系列        | 火曜 16:50 - 17:20（1982年2月16日まで） 水曜 17:20 - 17:50（1982年2月24日から） 金曜 17:30 - 18:00（第45話 - 第95話） | [ 注釈 9 ]                                                                   |
| 新潟県         | 新潟総合テレビ | フジテレビ系列 テレビ朝日系列 | 水曜 16:55 - 17:25 | 現・NST新潟総合テレビ                                                        |
| 富山県         | 富山テレビ     | フジテレビ系列                | 火曜 17:20 - 17:50（1984年6月26日まで） 水曜 16:50 - 17:20（1984年7月4日以降）                                        | 1983年4月12日から1985年3月27日まで放送（但し最終回には[終]マークは無かった） |
| 石川県         | 石川テレビ     | フジテレビ系列                | 月曜 - 金曜 16:00 - 16:30                                                                                             | 一部話数を帯放送                                                             |
| 福井県         | 福井テレビ     | フジテレビ系列                | 火曜 17:25 - 17:55 |                                                                              |
| 山梨県         | テレビ山梨     | TBS系列                       | 水曜 17:20 - 17:50 |                                                                              |
| 長野県         | 長野放送       | フジテレビ系列                | 金曜 17:00 - 17:30 |                                                                              |
| 中京広域圏     | 中京テレビ     | 日本テレビ系列                | 月曜 - 金曜 17:00 - 17:30                                                                                             | 1983年8月までに打ち切り                                                      |
| 愛知県         | テレビ愛知     | テレビ東京系列                | 木曜 19:30 - 20:00 | 1983年9月開局から、再放送のみ                                                |
| 近畿広域圏     | 読売テレビ     | 日本テレビ系列                | 金曜 17:30 - 18:00 | 1982年2月まで                                                                |
| 大阪府         | テレビ大阪     | テレビ東京系列                | 木曜 19:30 - 20:00 | 1982年3月開局から                                                            |
| 滋賀県         | びわ湖放送     | 独立局                        | 火曜 18:30 - 19:00 | 本放送終了後の1989年8月頃放送                                                |
| 奈良県         | 奈良テレビ     | 独立局                        | 金曜 18:30 - 19:00（1983年1月時点） 水曜 19:00 - 19:30（1983年9月時点）                                               |                                                                              |
| 島根県・鳥取県 | 山陰放送       | TBS系列                       | 木曜 17:30 - 18:00 | 1982年3月まで                                                                |
| 岡山県・香川県 | 岡山放送       | フジテレビ系列                | 土曜 18:00 - 18:30 |                                                                              |
| 広島県         | テレビ新広島   | フジテレビ系列                | 火曜 16:30 - 17:00 |                                                                              |
| 愛媛県         | 南海放送       | 日本テレビ系列                | 月曜 - 金曜 16:55 - 17:25                                                                                             |                                                                              |
| 高知県         | テレビ高知     | TBS系列                       | 月曜 17:30 - 18:00 |                                                                              |
| 福岡県         | 福岡放送       | 日本テレビ系列                | 月曜 - 木曜 18:00 - 18:30                                                                                             |                                                                              |
| 熊本県         | 熊本放送       | TBS系列                       | 火曜 17:00 - 17:30 |                                                                              |
| 鹿児島県       | 南日本放送     | TBS系列                       | 火曜 17:25 - 17:55 |                                                                              |

| テレビ東京 木曜 19:30 - 20:00                   | テレビ東京 木曜 19:30 - 20:00 | テレビ東京 木曜 19:30 - 20:00 |
| 前番組                                          | 番組名                        | 次番組                        |
| ----------------------------------------------- | ----------------------------- | ----------------------------- |
| ザ・ぼんちのそっくりショー ※水曜19:30へ改題移動 | まいっちんぐマチコ先生        | キャプテン翼（第1シリーズ）   |

### 配信など
CS放送局のAT-Xやファミリー劇場でも再放送が行われた。ネット配信は2009年現在バンダイチャンネルが配信中（1話のみ無料、以降有料）。2014年よりドコモ・アニメストアにて配信中（月額432円）。
テレビ東京がテレ東開局60周年を記念して2024年4月、「TVer」、「ネットもテレ東」で配信をスタートした。

## 実写版

### 実写版まいっちんぐマチコ先生
2003年3月に発売のオリジナルビデオ。本編75分+特典映像30分。
配役
- 麻衣 マチコ - 仲谷かおり
- 美千 ミチコ - 麻生めぐみ
- ケン太 - 堀内真之助
- カメ夫 - 稲川哲也
- 金三 - 草加大介
- アベ君 - 島村英治
- 山形先生 - 右田昌万
- 浦田校長 - 三浦和義

スタッフ
- 製作:海津昭彦
- プロデューサー:関谷和隆
- 脚本:森友唯穂、河崎実
- 監督:河崎実
- 制作:ティーエムシー

### 実写版まいっちんぐマチコ先生 Let's 臨海学校
2003年9月に発売のオリジナルビデオ。70分。
配役
- 麻衣 マチコ - 仲谷かおり
- 陸奥 ムツコ - 風野舞子
- ヒロミ - みひろ
- テンコ - 山岸真理
- 旅館の若旦那 浩二 - 影丸茂樹
- ケン太 - 元気真之助
- カメ夫 - 稲川哲也
- 山形先生 - 右田昌万
- 福島先生 - なべやかん
- 用務員 - 南部虎弾（電撃ネットワーク）

スタッフ
- 製作:海津昭彦
- プロデューサー:関谷和隆
- 脚本:森友唯穂、河崎実
- 監督:河崎実
- 制作:ティーエムシー

### 実写版まいっちんぐマチコ先生 THE MOVIE 〜OH!コスプレ大作戦〜
劇場映画。2004年10月16日に単館公開。70分。
配役
- 麻衣 マチコ - 名波はるか
- テンコ - 加藤つかさ
- ヒロミ - 倉貫まりこ
- ミホ - 類家明日香
- カリン - 星咲玲
- 笹原 圭一
- 山形先生 - イジリー岡田

スタッフ
- 製作:海津昭彦
- プロデューサー:河崎実、山田宏幸、旭正嗣
- 音楽:石井雅子
- 脚本:右田昌万、河崎実
- 監督:河崎実
- 制作:ジャンク

### まいっちんぐマチコ!ビギンズ
劇場映画。2005年9月17日に単館公開。80分。キングレコードよりDVD化。大学生のマチコが、教育実習生としてこりゃま学園に赴き、管理教育を推し進める教頭・生徒会一派とこれに対抗するボクシング部の争いに巻き込まれる。
配役
- マチコ - 磯山さやか
- ボクシング部部長・雷子 - 佐野夏芽
- モン太 - 島根定義
- カメ進 - 富士タクヤ
- 宮沢麻衣
- 鈴木弥生
- 岡本知己（ヒデヨシ）
- 中原翔子
- カトー
- 十蔵 - 増本庄一郎
- ゆうき（ヒデヨシ）
- 宮田亜紀
- 大堀こういち
- 緋田康人
- 江戸川橋教頭 - 八木小織
- ファインディング原田 - 諏訪太朗
- 町のやくざ・銀二 - さがね正裕

スタッフ
- 脚本:増本庄一郎
- 監督:鈴木浩介
- 製作・配給:ティーエムシー

### まいっちんぐマチコ先生 東大お受験大作戦!!
劇場映画。2006年2月22日公開。
配役
- 麻衣 マチコ - 楠城華子
- テンコ - 若菜ひかる
- ヒロミ - 杉原杏璃
- ケン太 - 巴山祐樹
- カメ夫 - 井上亮平
- 山形先生 - イジリー岡田
- 秋田先生 - 松田佳子
- コケダルマ校長 - ジェリー藤尾

スタッフ
- 脚本:安達栞、河崎実
- 監督:河崎実
- 製作・配給:ティーエムシー

### 実写版まいっちんぐマチコ先生 Go! Go! 家庭訪問!!
2007年5月に発売のオリジナルDVD。本編70分+特典映像30分。
配役
- 麻衣 マチコ - 森下悠里
- テンコ - 仲村みう
- ヒロミ - 倉田みな
- マドカ - 泉明日香
- 丸子 - 水沢亜咲美
- 池上 ケン太 - 山岡達也（ドンドンまいまい）
- 亀山 カメ男 - 津田正広（ドンドンまいまい）
- 金三 - ガンビーノ小林（兄貴会）
- あべ - ケン鶴見（兄貴会）
- 2年2組 - 天美しおり、泉はるか、伊藤舞、菊地美遊、新実菜々子、由梨香
- 山形先生 - OTAKU佐藤
- ヒロミの父 - なべやかん
- ドロボウ - 山本竜二
- 女の子 - 新田めぐみ
- まりん - 秋月まりん
- 酒井先生 - 酒井一圭（友情出演）
- タマ子先生 - 宮川ひろみ
- テンコの母 - 三坂知絵子
- コケダルマ校長 - 和田武

スタッフ
- 製作:海津昭彦
- プロデューサー:井上哲夫、みのけい
- 原作・脚本：えびはら武司
- 監督:なにわ天閣
- 制作:イマックス
- 製作・配給:ティーエムシー

### 実写版まいっちんぐマチコ先生 ビバ! モモカちゃん!!
2008年8月に発売のオリジナルDVD。
配役
- 麻衣 マチコ - 森下悠里
- 桃園 モモカ - 谷桃子
- 池上 ケン太 - 山岡達也（ドンドンまいまい）
- 亀山 カメ男 - 津田正広（ドンドンまいまい）
- テンコ - 花木衣世
- ヒロミ - 森山花奈
- マドカ - 雨坪春菜
- マル - 永瀬麻帆
- サチコ - 彩川まい
- ナナ - 侑季
- マナミ - 松下美保
- ユウコ - 種田ちえり
- 山形先生 - OTAKU佐藤
- コケダルマ校長 - 和田武
- 教育委員長 - なべやかん
- 秋田先生 - 酒井一圭
- 美人秘書 - 松金洋子

スタッフ
- 製作:海津昭彦
- プロデューサー:井上哲夫、みのけい
- 脚本：熊本浩武
- 監督:なにわ天閣
- 制作:イマックス
- 製作・配給:ティーエムシー

### 実写版まいっちんぐマチコ先生 ベストヒット! パレード!!
2009年2月発売の総集編DVD。本編80分。
「まいっちんぐマチコ先生」、「実写版まいっちんぐマチコ先生 Let's 臨海学校」、「実写版まいっちんぐマチコ先生 THE MOVIE 〜OH!コスプレ大作戦〜」、「実写版まいっちんぐマチコ先生 東大お受験大作戦!!」からのベストシーン。

### 実写版まいっちんぐマチコ先生 無敵のおっぱい番長　タイマン勝負で、まいっちんぐ♪
2009年9月4日発売のオリジナルDVD。本編70分＋メイキング&出演者インタビュー&オリジナル予告編。シネマート六本木にて2009年7月17日・18日の2日間限定レイト上映もされた。
配役
- 麻衣 マチコ - 相澤仁美
- ケン太 - 川口直哉 （だいなお）
- カメ - 野村大輔 （だいなお）
- ナナ - 小池唯
- 金田 銀子 - 赤井沙希
- ヒロミ - 有川知里
- テンコ - 井上貴恵
- モモカ - 岡本果奈美
- カオリ - 栗山夢衣
- トモミ - 門脇舞香
- 山形先生 - 後藤公太
- アベ - 佐々木陽向
- コケダルマ校長 - 村木藤志郎（劇団うわの空・藤志郎一座）
- 石頭教頭 - 及川奈央

スタッフ
- 監督：植田中
- 脚本：えびはら武司、一月健二
- 音楽：片岡宏介、佐藤悠輔、タルイタカヨシ
- 撮影：早坂伸
- プロデューサー：純春人
- 製作者：海津昭彦
- 制作協力：マンドラゴラ☆ピクチャーズ、ロア・プロダクション
- 製作：ティーエムシー

テーマ曲
「まいっちんぐブギ」
歌 - 相澤仁美 / 作詞 - 一月健二 / 作曲・編曲 - 片岡宏介

### まいっちんぐマチコ先生　肝試しでまいっちんぐ
2013年12月に発売されたオリジナルDVD。特撮系オリジナルビデオ制作外出のZENピクチャーズが制作した。監督は東村宗介。　
- 麻井マチコ - 内野未来
- 池上ケン太 - 麻生かな
- 愛知タマ子先生 - 江里香
- 網走金三 - 小池美由
- 成城ヒロミ - さいとう光恵
- 亀山カメ夫 - 西井雅
- 横山テンコ - 森実咲
- 長崎まどか - 星乃まおり
- 宮崎レイカ先生 - 渡辺万美
- 女幽霊 - 橋本優奈
- コケダルマ校長 - 三熊こうすけ
- 山形国夫先生 - 東京名物大陣本舗五百年

### 初恋スケッチ 〜まいっちんぐマチコ先生〜
劇場映画。2018年9月8日から9月14日まで渋谷HUMAXシネマで公開。2019年1月9日DVD発売。原作の10年後を舞台として大人になったケンタたちが描かれる。
配役
- 麻衣マチコ - 大澤玲美
- 池上ケンタ - 村上純（しずる）
- 網走金三 - 池田一真（しずる）
- 亀山タマ夫 - 関町知弘（ライス）
- 高代響子 - 華村あすか
- 成城ヒロミ - 増田有華
- 君嶋ナナオ - 鈴木まりや
- あずみ - 夏本あさみ
- みか - 水沢柚乃
- かなこ - 徳江かな
- 松本ヒロシ - 前田けゑ

スタッフ
- 脚本：凪沢渋次
- 監督：神村友征
- 音楽：堀田陽一
- ロケ協力：栃木県フィルムコミッション、那須烏山市
- プロデューサー：藤原綾子
- 製作者：伊藤敬、北森正人
- 企画・製作総指揮：前田けゑ
- 製作：平成30年版「まいっちんぐマチコ先生」製作委員会（K-Network Family、らんくう）

テーマ曲
「また君に会えたなら」
歌 - i-nos / 作詞・作曲・編曲 - 堀田陽一
エンディング曲
「Misty Love」
歌 - i-nos / 作詞・作曲・編曲 - 堀田陽一

## 舞台版

### 舞台版まいっちんぐマチコ先生
2013年2月11日 - 17日、池袋・シアターKASSAI。バレンタインデーにマチコ先生が用意したチョコが一つ足りなくてケンタがグレた。
配役
- 麻衣マチコ - 成田梨紗
- 池上 ケンタ - 麻生かな
- 網走 金三 - 岡野里咲
- 長崎 まどか - 星乃まおり
- 成城 ヒロミ - 冨手麻妙
- 横浜 テン子 - 橋元優菜
- 湯亜マチコ - 江里奈
- 主藤時生 - 小花
- カオガー池杉 - 田口夏帆
- キレーナ菅田 - 日辻南海
- 可成ツヨイ - 花梨
- 大宮浅香 - 嶋田あさひ
- 虎野井尾カリル - 中村真梨
- 井伊貝育代 - 小池美由
- 栃木いちご - 加藤美結
- 大阪みやこ - 天野麻菜
- 飯増南花 - 岩下夏帆
- PTA会長（校長の母） - 鶴田葵
- 柴倉コイ太 - 加藤光大
- オカリーナ時野 - 垣内あきら
- ブタダルマ校長 - 三熊こうすけ

スタッフ
- 脚本・演出:ゴブリン串田
- 制作:舞台版まいっちんぐマチコ先生制作委員会
- 製作:ゴブレイプロジェクト

### 舞台版まいっちんぐマチコ先生2
2013年11月20日 - 24日、池袋・シアターKASSAI。クリスマスパーティーで泥棒サンタとマチコ先生サンタの対決。
配役
- 麻衣 マチコ - 内野未来
- 池上 ケン太 - 麻生かな
- 亀山 マル夫 - 西井雅
- 網走 金三 - 小池美由
- 横浜 テン子 - 森実咲
- 長崎 まどか - 星乃まおり
- 愛知 タマ子 - 鶴田葵
- 山口レイカ - 渡辺万美
- カオガー池杉 - 田口夏帆
- 日込増世 - 加藤夏子
- 大奈美久 - 秋山ゆずき
- 仙台育江 - 鈴木絵未里
- キレーナ菅田 - 日辻みなみ
- 季飽詩音 - 山岡綾乃
- 広島福子 - 岩清水まや

スタッフ
- 脚本・演出:ゴブリン串田
- 制作:舞台版まいっちんぐマチコ先生制作委員会
- 製作:ゴブレイプロジェクト

### 舞台版まいっちんぐマチコ先生〜臨海学校で人魚伝説!そんな事ってアリエル?の巻〜
2017年8月17日 - 20日、築地ブディストホール。
人魚伝説の海で臨海学校、妖怪たちと出会うマチコ先生たち。
配役
- 麻衣 マチコ - 青山ひかる
- 池上 ケン太 - 夏目愛海
- 亀山 タマ男 - 山下真実
- 網走 金三 - 三澤絢香
- 松本 ヒロシ - 大塚結生
- 成城 ヒロミ - 鈴原優美
- 横浜 テンコ - 小泉花恋
- 長崎 まどか - 市川咲
- まる子 - 木畑梨佳子
- 山形 国男 - しいはしジャスタウェイ
- コケダルマ - ネゴシックス/ゴブリン串田 ※ダブルキャスト
- 愛知 タマ子 - 高橋茉琴
- 人魚姫 亜里枝（アリエ） - 柳瀬早紀
- 人魚姫 母 紗亜紅（サアク） - 馬渡直子
- 人魚姫 母 奥都婆（オクトバァ） - 関口ふで
- 旅館夫 要海粉樹（ヨウカイコナキ） - ぜん
- 旅館妻 要海スナカ（ヨウカイスナカ） - 江里奈
- ジャック天野 - 澤井俊輝
- 油須磨椎子（アブラスマシイコ） - 鳥居きらら
- 戸木あずき（トギアズキ） - 稲葉麻由子
- 真倉佳枝子（マクラカエコ） - 玉川愛祈
- 音名ユキ（オンナユキ） - 西村ケリー
- 鳥原右京（トリハラウキョウ） - 中野由紀子
- 天狗 山彦 - 坂本一敏
- キョンシー楊貴妃（ヨウキヒ） - 椎名香奈江
- 雲外鏡 瀬未奈（ウンガイキョウ セミナ） - 堀有里
- 袖引き小僧 お袖 - 片瀬美月
- 豆腐小僧 お白 - 絢瀬かのん
- 瓢箪（ひょうたん）小僧 おヒョウ - もりしょうこ

スタッフ
- 脚本・演出:ゴブリン串田
- 制作:舞台版まいっちんぐマチコ先生制作委員会
- 主催:M-SMILE

### 舞台版まいっちんぐマチコ先生～こんな世界に誰がした?? 世直しバック・トゥ・ザ・ティーチャーの巻～
2018年5月3日 - 6日、築地ブディストホール。連載当時の1980年と2018年を行き来し、性表現や文化の差異をコメディタッチで振り返る。
配役
- 麻衣マチコ - 片岡沙耶
- 池上ケン太 - 田沢涼夏
- 亀山タマ夫 - 大塚結生
- 網走金三 - 星乃しほ
- 松本ヒロシ - 美月まりも
- まる子 - だんしんぐ由衣
- 長崎まどか - 星優姫
- 成城ヒロミ - 鈴原優美
- 山形国男先生 - しいはしジャスタウェイ
- 横浜テンコ - 崎野萌
- 愛知タマ子教頭 - 水野以津美（18歳：柳瀬早紀）
- 時田苺花 - 橘あるひ
- Dr 栗栖 - 関口ふで
- コケダルマ校長 - ネゴシックス（25歳：西間木猛）
- マーティー幕揚 - 片瀬美月
- 秋田小町 - 永友春菜/尾崎礼香（Wキャスト）
- 東トキオ - 熊谷藍
- 釧路銀子 - 神崎晴香
- 桜島さくら - 麻倉ひな子
- 鶴山みえ - 中村伶奈
- 大阪ミナミ - もりしょうこ
- 富士静 - 日向ちよ
- ペン三島 - 絢瀬かのん
- 埼玉ツナイ - 樹智子
- 千葉二三子 - 佐藤梨菜
- ノストラダメス - 江里奈
- 池下ケンコ - 水月桃子
- かにはら武司 - 石川竜太郎

スタッフ
- 脚本・演出 - ゴブリン串田
- 制作 - 舞台版まいっちんぐマチコ先生実行委員会

### ミュージカルまいっちんぐマチコ先生～画業45周年だよマンガ道～
2018年11月10日 - 13日、R'sアートコート。原作者であるえびはら武司自らプロデュース・総合演出した。マチコ誕生の裏側を描いた「まいっちんぐマンガ道」のエピソードも加えた完全オリジナル新作ストーリー。
配役
AとBの括弧はダブルキャストのチーム分け。
- 麻衣マチコ - 和地つかさ
- えびはら君 - 荒木栄人
- 謎の留学生 - テジュ
- 謎の応援団員 - 渋谷りゅうき
- 池上ケン太 - 豊川久仁
- 亀山タマ夫 - ほのか
- 網走金三 - 尾川楓
- 山形国男先生 - 佐々木雄太郎
- コケダルマ校長 - 佐藤大紀
- A先生 - 久保敷昇悟
- F先生 - 永山愛翔
- 成城ヒロミ - 音羽奈々
- 横浜テンコ - 工藤ひなた
- 小田まる子 - 沖田りず
- 愛知タマ子 - 青木笑夏(A)/成瀬麻紗美(B)
- 編集者さゆり - 児島真美(A)/山口栞(B)
- 松本ヒロシ - 川尻純平(A)/山場涼太郎(B)
- 清水マサオ - 山田知弘(A)/矢上竜誠(B)
- 西山マサノリ - 西田翔一(A)/名和大地(B)
- 長崎まどか - 佐々木ありさ(A)/久保田詠美(B)
- 岩手ももか - 若海千尋(A)/尾崎美月(B)
- 千葉るりこ - 白宮奈々(A)/水野小夏(B)
- 石川みかさ - こうのゆうか(A)/若菜莉子(B)
- 香川じゅんこ - 篠塚沙由美(A)/花澤歩(B)
- 長野めぐみ - 岩神小秋(A)/久米実彩(B)
- 鼻咲小紅 - 楽しんご（友情出演）
- 特別授業 ゲスト
  - ブル中野（10日14:00公演）
  - なべやかん（10日19:00公演）
  - 大和ヒロシ（11日14:00公演）
  - 日向小陽（11日19:00公演）
  - ザ・グレート・サスケ（12日14:00公演）
  - くいしんぼう仮面（12日19:00公演）
  - 猫ひろし（13日12:00公演）
  - 児島美ゆき（13日17:00公演）

スタッフ
- 原作・総合演出 - えびはら武司
- 脚本・演出 - 貞方祥
- 制作 - SHOWMAN’S

### 舞台版まいっちんぐマチコ先生～令和元年スタート!YOU タチニツグ!シン・ニホンジンハダレダ！の巻～
2019年5月2日 - 6日、ブディストホール。主演は椎名香奈江。東京オリンピックを控え海外交流を描く。
配役
- マチコ先生 - 椎名香奈江
- 池上ケン太 - 田沢涼夏
- 亀山タマ男 - もりしょうこ
- 網走金三 - 河口舞華
- 成城ヒロミ - 鈴原優美
- 横浜テンコ - 﨑野萌
- 長崎まどか - 悠木ゆうか
- 松本ヒロシ - なりた雛糸
- まる子 - だんしんぐ由衣
- 山形国男 - しいはしジャスタウェイ(御茶ノ水男子)
- コケダルマ校長 - 小堀裕之(2丁拳銃)
- 愛知タマ子教頭 - 水野以津美
- ウィリアム - ゼガ
- キャシー（米） - 徳江かな
- デービス先生（米） - 西間木猛
- ビーン（米） - 石川竜太郎
- 春麗（中） - 水谷千尋
- ティファ（中） - 佐藤梨菜
- カ・ラ（韓） - 片瀬美月
- ト・ワイス（韓） - 塚田綾佳
- ショウ・ジョジダイ（韓） - 樹智子
- グルチヘラ（礼） - 麻倉ひな子
- キャスバル田井 - インコさん (実弾生活)
- ララー・ララ（比） - 江里奈
- 遠山金子（日本の文化を守ろう会「SAMURAI」） - 関口ふで
- 御湯屋銀子（日本の文化を守ろう会「SAMURAI」） - 尾崎礼香
- 服部全蔵（日本の文化を守ろう会「SAMURAI」） - 熊谷藍
- 念仏の徹子（日本の文化を守ろう会「SAMURAI」） - 日向ちよ
- 助格 珊瑚（日本の文化を守ろう会「SAMURAI」） - 西山美海

スタッフ
- 脚本・演出 - ゴブリン串田
- 制作 - 舞台版まいっちんぐマチコ先生実行委員会

### グラゲキ『まいっちんぐマチコ先生～故郷の二大スケベ祭り!マチコの故郷帰りの巻～』
2021年2月20日・21日、MsmileBOX 渋谷。舞台だけの完全オリジナルストーリーで、マチコ先生が故郷の節分と、バレンタインの祭に参加することになった。
配役
- 麻衣マチコ - 鈴原優美
- 池上ケン太 - 河口舞華
- 成城ヒロミ - 片瀬美月
- ダレヤネン明美 - 小山玲奈
- オガンドル玲奈 - 平崎里奈
- 道場谷オンジェリカ - 鳥住奈央
- 神の子オミコ - 江里奈
- 鬼外福子 - 爽香
- 鬼外内子 - 飯島茉由
- 女寄乙女 - おだいらつかさ
- 豆木マキ - 日向ちよ
- 原牧ホメイ - 佐藤梨菜
- 一津竹キリ - 水谷千尋
- マチコの父 - ゴブリン串田

スタッフ
- 脚本・演出 - ゴブリン串田
- 主催: 株式会社M-SMILE

### グラゲキ配信公演『まいっちんぐマチコ先生』
2021年5月13日、オンライン配信（TwitCasting）。今回は、1本あたり約20分のストーリー「マチコ先生！夏休みの計画立てようよ！の巻」「マチコ先生！ケン太が万引き犯にされちゃった！の巻」「マチコ先生殺人事件の巻」3本が披露された。
配役
- 麻衣マチコ - 鈴原優美
- 池上ケン太 - 河口舞華
- 成城ヒロミ - 片瀬美月
- 亀山タマ夫 - 日向ちよ
- 長崎まどか - 平崎里奈
- 池上ケン奈 - 水谷千尋
- 間引G麦 - 崎野萌
- 下木璃々子 - 川島愛里沙

スタッフ
- 脚本・演出 - ゴブリン串田
- 主催: 株式会社M-SMILE

### グラゲキ『舞台まいっちんぐマチコ先生☆2021夏☆』
2021年7月17日 - 19日、MsmileBOX 渋谷（19日はオンライン配信も行った）。学校に出没した水着姿の幽霊をどうにかしようとする。
配役
- 麻衣マチコ - 鈴原優美
- 池上ケン太 - 河口舞華
- 亀山タマ夫 - 日向ちよ
- 水着の幽霊 - 片瀬美月（17日のみ）・椎名香奈江（18・19日のみ）
- 池上ケン子 - 水谷千尋
- 前田夏奈 - 櫻田愛実
- 南十字星子 - 平崎里奈
- 桔目石サクラ - 川島愛里沙
- 加瀬汐奈 - 飯島茉由
- 韻斗雷見ナオ子 - 江里奈

スタッフ
- 脚本・演出 - ゴブリン串田
- 主催: 株式会社M-SMILE

## その他
CDドラマ
- 新まいっちんぐマチコ先生
  - 1999年3月と6月に日本コロムビアより全2巻が発売。マチコ役には声優の豊嶋真千子を起用。豊嶋によるテレビアニメ版の主題歌のカバーバージョンも収録。

パチンコ
2003年7月14日（設置開始日）、奥村遊機からパチンコ機「CRまいっちんぐマチコ先生」が登場。フルスペック、ハーフスペック等全4タイプが供給された。
- 大当たり確率1/325.7（確変時1/54.3）、確変割合50%。

ホームページ
- 脱毛サイトとマチコ先生がタイアップ。ホームページ上でマチコ先生が脱毛について解説[36]。

LINEスタンプ
- まいっちんぐマチコ先生のミュージカルで、マチコ先生役を演じた和地つかさとコラボした、まいっちんぐマチコ先生のLINEスタンプが発売。[37]